# Souad Aït Salem
Souad Aït Salem (in arabo سعاد آيت سالم‎?; Mécheria, 6 gennaio 1979) è una mezzofondista e maratoneta algerina.

## Palmarès
| Anno | Manifestazione          | Sede           | Evento         | Risultato | Prestazione | Note |
| ---- | ----------------------- | -------------- | -------------- | --------- | ----------- | ---- |
| 2000 | Campionati africani     | Algeri         | 10000 m piani  | Oro       | 34'02"28    |      |
| 2002 | Campionati africani     | Radès          | 10000 m piani  | 5ª        | 33'05"76    |      |
| 2003 | Mondiali                | Saint-Denis    | 5000 m piani   | Batteria  | 15'34"64    |      |
| 2004 | Giochi olimpici         | Atene          | 5000 m piani   | Batteria  | 16'02"10    |      |
| 2004 | Giochi olimpici         | Atene          | 10000 m piani  | dnf       | dnf         |      |
| 2005 | Giochi del Mediterraneo | Almería        | 5000 m piani   | 4ª        | 15'31"34    |      |
| 2005 | Giochi del Mediterraneo | Almería        | 10000 m piani  | Oro       | 32'55"48    |      |
| 2007 | Giochi panafricani      | Algeri         | Mezza maratona | Oro       | 1h13'35"    |      |
| 2007 | Mondiali                | Osaka          | Maratona       | 16ª       | 2h35'09"    |      |
| 2008 | Giochi olimpici         | Pechino        | Maratona       | 9ª        | 2h28'29"    |      |
| 2013 | Giochi del Mediterraneo | Mersin         | 10000 m piani  | Bronzo    | 33'19"34    |      |
| 2013 | Giochi del Mediterraneo | Mersin         | Mezza maratona | Argento   | 1h13'54"    |      |
| 2015 | Mondiali                | Pechino        | Maratona       | dnf       | dnf         |      |
| 2016 | Giochi olimpici         | Rio de Janeiro | Maratona       | dnf       | dnf         |      |
| 2022 | Giochi del Mediterraneo | Orano          | 5000 m piani   | 9ª        | 16'21"60    |      |
| 2022 | Giochi del Mediterraneo | Orano          | Mezza maratona | 10ª       | 1h18'24"    |      |

## Campionati nazionali
2002
- Oro ai campionati algerini, 10000 m piani - 34'26"29

2005
- Oro ai campionati algerini, 5000 m piani - 16'26"37

2007
- Oro ai campionati algerini di mezza maratona - 1h13'21"

2011
- Argento ai campionati algerini di mezza maratona - 1h13'15"
- Oro ai campionati algerini, 10000 m piani - 35'48"8
- Oro ai campionati algerini, 5000 m piani - 17'30"16
- Argento ai campionati algerini, 1500 m piani - 4'25"64

2014
- Oro ai campionati algerini di mezza maratona - 1h11'34"

2015
- Oro ai campionati algerini, 5000 m piani - 16'10"35

2022
- Oro ai campionati algerini, 10000 m piani - 34'13"03

## Altre competizioni internazionali
2005
- 9ª al DN Galan ( Stoccolma), 5000 m piani - 15'20"10

2006
- Oro alla Maratona di Alessandro il Grande ( Pella-Salonicco) - 2h28'22"

2007
- Oro alla Maratona di Roma ( Roma) - 2h25'08"
- Oro alla Roma-Ostia ( Roma) - 1h10'29"

2008
- 6ª alla Maratona di Londra ( Londra) - 2h27'41"
- Bronzo alla Mezza maratona di Lisbona ( Lisbona) - 1h09'59"
- Oro alla Roma-Ostia ( Roma) - 1h09'15"

2012
- 4ª alla Maratona di Praga ( Praga) - 2h27'21"